# Heliotropium pleiopterum
Heliotropium pleiopterum är en strävbladig växtart som beskrevs av Ferdinand von Mueller. Heliotropium pleiopterum ingår i Heliotropsläktet som ingår i familjen strävbladiga växter. Inga underarter finns listade i Catalogue of Life.